# سوق المدعى
سوق المدعى أحد أسواق مكة المكرمة، يبلغ عمره الزمني أكثر من قرن من الزمان. يقع السوق في الناحية الشمالية من المسجد الحرام من جهة باب السلام، وهو سوق تجاري طور في العهد العثماني، وتم تسقيفه أسوة بكثير من الأسواق في البلاد الإسلامية آنذاك، وقيل إنه سمي بذلك لأنه المكان الذي يقف عنده الحاج فيرى منه المسجد الحرام فيدعو الله بما فتح عليه، وعن طريق المدعى يدخل الناس المسجد الحرام عن طريق باب السلام، حيث كان المسجد الحرام محاطا بالمنازل، فهو مكان مرتفع ترى الكعبة عند الوقوف عليه، وقد أُدخل سوق المدعى في توسعة عبد الله بن عبد العزيز آل سعود لتوسعة الحرم المكي الشريف وتمت إزالته بالكامل، وأُدخل ضمن الساحات الشمالية من المسجد الحرام.

## التاريخ والتطور
بُني السوق في موقع مرتفع يُشرف على الحرم؛ وقد ارتبط اسمه مباشرة بتعاليم الحجاج، حيث كان المتوقف عنده يتوجه إلى الكعبة ویضرع بالدعاء، ومن ثم يدخل عبر باب السلام
شهد السوق مراحل تطوّراستراتيجية، شملت:
- تسقيف ممراته في العهد العثماني، لتعزيز راحة الحجاج.
- تطوير خدماته كممر للمشاة والجنائز إلى مقبرة المعلاة، ومركز للتجارة والتبادل الثقافي بين سكان مكة والحجاج[2]

## الوصف والموقع
- يمتد السوق على مسافة تقارب 700 متر من المسجد الحرام إلى جهة المروة، قرب التقاء حي الجودرية وسوق الغزة.[3]
- يتميز ببنية مشابهة لسوق الحميدية في دمشق وخان الخليلي في القاهرة، مع الأزقة الضيقة والمحلات المتلاصقة، رغم التأثر بالحداثة وظهور الأبراج السكنية حديثًا.[4]

## الوظيفة الاجتماعية والاقتصادية
شكّل السوق نقطة تبادل تجاري وثقافي، وموطنًا لمحلات متعددة مثل بيع السمن والزيوت التقليدية، والأحذية الجلدية. وكان أيضًا ملتقى للمشاة والجنائز، حيث يُقال إن موكبات الدفن كانت تمر من خلاله، ويقرأ أهل الجنازة سورة الفاتحة للميت في مدخله. كما شهد نشاطًا تجاريًا تزيد شهرته عن مكة، فتُذكر أسعاره الجيّدة وبضاعته الجيدة للزائرين من مصر وباكستان.

## الإزالة
أُزيل السوق بالكامل ضمن مشروع التوسعة الشمالية للحرم المكي الشريف وإحياء مسار سوق المدعى، وتقديم تعويضات بلغت مئات الملايين، تم تمويلها من قِبل خادم الحرمين الشريفين الملك عبدالله بن عبدالعزيز.
إحياء مسار سوق المدعى يهدف إلى:
1. الحفاظ على أحد مسارات النبوة وتعزيز الهوية المكية، من خلال إحياء الموقع الذي مرّ به النبي محمد صلى الله عليه وسلم يوم الفتح الأعظم.
2. المساهمة في إدارة وتنظيم حركة الحشود، باعتبار المسار أحد الممرات الحيوية المؤدية إلى المسجد الحرام.
3. توفير متطلبات تقديم الخدمات البلدية والصحية والأمنية، بما يخدم ضيوف الرحمن بشكل أفضل ضمن بيئة حضرية منظمة.
4. تحقيق مفهوم تبادل المنافع وتعزيز البعد الإنساني والتعارف بين المسلمين، كما هو من أهداف شعيرة الحج والعمرة.

ويُعد هذا السوق موقعًا مهمًا في السيرة النبوية، إذ يقع عليه موضع "الغزّة" حيث غرس النبي صلى الله عليه وسلم رايته يوم فتح مكة، كما خُطبت قريش بالقرب منه حين قال النبي صلى الله عليه وسلم: «اذهبوا فأنتم الطلقاء»، ما يضفي على المكان بُعدًا دينيًا وتاريخيًا عميقًا.